# Thuli (Simbabwe)
Koordinaten: 21° 55′ S, 29° 12′ O
Thuli, auch Tuli geschrieben, ist eine Siedlung in der Provinz Matabeleland South in Simbabwe.
Der Ort liegt am Shashe, nahe der Mündung des Flusses Thuli am Eingang des Thuli Parks and Wildlife Land.
Thuli befindet sich etwa zehn Kilometer von der westlich gelegenen Grenze zu Botswana entfernt. Die Entfernung zur Republik Südafrika im Süden beträgt etwa 30 Kilometer. 
In Thuli gibt es ein geschütztes Safari-Gebiet, das vier Reservate beinhaltet. Es erstreckt sich über das gesamte westliche Ufer des Shashe. Das Safari-Gebiet wurde 1975 ausgerufen, während es seit 1958 ein kontrolliertes Jagdgebiet darstellte. Seit 2006 bildet das Thuli Parks and Wildlife Land den Kern des grenzüberschreitenden Greater Mapungubwe Transfrontier Conservation Area.